# 앱솔루틀리 애니씽
《앱솔루틀리 애니씽》(영어: Absolutely Anything)은 2015년 공개된 영국의 SF 코미디 영화이다.

## 줄거리
지구의 운명이 이 손에 달렸다!?
애완견 '데니스’(로빈 윌리엄스)와 대화를 나누는 것이 유일한 낙인 별일 없이 사는 ‘닐’(사이먼 페그)에게 어느 날 갑자기 손만 흔들면 말하는 대로 이뤄지는 전지전능한 초능력이 생기게 된다. 은하계 고등생물 위원회가 지구의 존폐를 결정하기 위해 무작위로 실험대상을 선정해 닐에게 초능력을 준 것이다. 지구의 운명이 자신에게 달린 줄은 꿈에도 모르고 초능력으로 아래층에 사는 ‘캐서린(케이트 베킨세일)’이 자신을 사랑하게 해달라는 소원을 말하는 닐. 하지만 그의 2% 부족한 초능력 사용 때문에 생각과 달리 상황은 점점 의도치 않게 흘러 가는데…
과연, 닐은 초능력으로 사랑을 쟁취하고 은하계에서 지구를 지켜낼 수 있을까?

## 배역
- 사이먼 페그 - 닐 클라크 역
- 케이트 베킨세일 - 캐서린 역
- 로빈 윌리엄스 - 데니스(목소리) 역
- 산지브 바스카스 - 레이 역
- 테리 길리엄 - 외계인(목소리) 역
- 테리 존스 - 외계인(목소리) 역
- 에디 이자드 - 헤드마스터 역
- 롭 리글 - 그랜트 역
- 존 클리즈 - 외계인(목소리) 역
- 조애나 럼리 - 페넬라 역
- 마이클 폴린 - 외계인(목소리) 역
- 롭 리글 - 그랜트(목소리) 역
- 에릭 아이들 - Salubrious 갓(목소리) 역
- 에마 피어슨 - 프링글 역
- 주디 로 - 캔틴 레이디 역
- 로버트 배서스트 - 제임스 클리버릴 역
- 미라 샬 - 피오나 역
- 마리안느 올드햄 - 로지 역
- 알렉사 데이비스 - 샌드위치 걸 역
- 네빌 필립스 - 작가 역
- 로넌 섬머스 - 보안 요원 역
- 데이빗 안넨 - 뉴스리더 역
- 게빈 스콧 - 뉴스리더 역
- 마가리타 도일 - 외계인 컴퓨터 음성 / 세뇨리타 로페즈 역
- 저드 찰튼 - 장의사 역